# Seznam katastrálních území v okrese Svitavy
V této tabulce je uveden kompletní výčet katastrálních území Okresu Svitavy, včetně rozlohy a sídel, které na nich leží.
| Název KÚ                       | Sídla                                           | Obec                         | km2   |
| ------------------------------ | ----------------------------------------------- | ---------------------------- | ----- |
| A                              | A                                               | A                            |       |
| Banín                          | Banín                                           | Banín                        | 12,94 |
| Bělá nad Svitavou              | Bělá nad Svitavou                               | Bělá nad Svitavou            | 11,56 |
| Bělá u Jevíčka                 | Bělá u Jevíčka                                  | Bělá u Jevíčka               | 5,15  |
| Benátky u Litomyšle            | Benátky                                         | Benátky                      | 4,79  |
| Bezděčí u Trnávky              | Bezděčí u Trnávky                               | Bezděčí u Trnávky            | 4,83  |
| Biskupice u Jevíčka            | Biskupice                                       | Biskupice                    | 6,47  |
| Bohdalov u Městečka Trnávky    | Bohdalov                                        | Městečko Trnávka             | 6,6   |
| Bohuňov nad Křetínkou          | Bohuňov                                         | Bohuňov                      | 2,89  |
| Bohuňovice u Litomyšle         | Bohuňovice                                      | Bohuňovice                   | 4,23  |
| Borová u Poličky               | Borová                                          | Borová                       | 12,99 |
| Boršov u Moravské Třebové      | Boršov                                          | Moravská Třebová             | 26,96 |
| Borušov                        | Borušov                                         | Borušov                      | 1,99  |
| Bradlné                        | Rozhraní                                        | Rozhraní                     | 1,48  |
| Brněnec                        | Brněnec, Podlesí                                | Brněnec                      | 1,14  |
| Březina u Moravské Třebové     | Březina                                         | Březina                      | 8,84  |
| Březinka                       | Březinka                                        | Slatina                      | 1,34  |
| Březinky                       | Březinky, Nectava                               | Březinky                     | 3,3   |
| Březiny u Poličky              | Březiny                                         | Březiny                      | 7,21  |
| Březová nad Svitavou           | Březová nad Svitavou                            | Březová nad Svitavou         | 6,06  |
| Budislav u Litomyšle           | Budislav                                        | Budislav                     | 8,06  |
| Bystré u Poličky               | Bystré                                          | Bystré                       | 12,7  |
| Cerekvice nad Loučnou          | Cerekvice nad Loučnou                           | Cerekvice nad Loučnou        | 5,33  |
| Česká Dlouhá                   | Březová nad Svitavou                            | Březová nad Svitavou         | 1,68  |
| Česká Kamenná Horka            | Kamenná Horka                                   | Kamenná Horka                | 2,48  |
| Čistá u Litomyšle              | Čistá                                           | Čistá                        | 25,21 |
| Čtyřicet Lánů                  | Lány                                            | Svitavy                      | 9,64  |
| Desná u Litomyšle              | Desná                                           | Desná                        | 4,76  |
| Dětřichov u Moravské Třebové   | Dětřichov u Moravské Třebové                    | Dětřichov u Moravské Třebové | 5,92  |
| Dětřichov u Svitav             | Dětřichov                                       | Dětřichov                    | 15,68 |
| Dlouhá Loučka                  | Dlouhá Loučka                                   | Dlouhá Loučka                | 17,59 |
| Dolní Rudná                    | Rudná                                           | Rudná                        | 3,04  |
| Dolní Sloupnice                | Dolní Sloupnice, Končiny 1.díl                  | Sloupnice                    | 11,01 |
| Dolní Újezd u Litomyšle        | Dolní Újezd, Jiříkov, Václavky                  | Dolní Újezd                  | 19,72 |
| Gruna                          | Gruna                                           | Gruna                        | 7,27  |
| Hamry nad Křetínkou            | Hamry                                           | Bystré                       | 1,39  |
| Hartinkov                      | Hartinkov                                       | Hartinkov                    | 5,15  |
| Hartmanice u Poličky           | Hartmanice                                      | Hartmanice                   | 6,13  |
| Hlásnice                       | Hlásnice                                        | Trpín                        | 3,22  |
| Horákova Lhota                 | Horákova Lhota                                  | Želivsko                     | 1,2   |
| Horky                          | Horky                                           | Horky                        | 2,67  |
| Horní Hynčina                  | Horní Hynčina                                   | Pohledy                      | 13,89 |
| Horní Rudná                    | Rudná                                           | Rudná                        | 3,57  |
| Horní Sloupnice                | Horní Sloupnice, Končiny 2.díl                  | Sloupnice                    | 16,9  |
| Horní Újezd u Litomyšle        | Horní Újezd                                     | Horní Újezd                  | 7,74  |
| Hradec nad Svitavou            | Hradec nad Svitavou                             | Hradec nad Svitavou          | 24,69 |
| Chmelík                        | Chmelík                                         | Chmelík                      | 9,54  |
| Chornice                       | Chornice                                        | Chornice                     | 14,22 |
| Chotěnov                       | Chotěnov                                        | Chotěnov                     | 2,07  |
| Chotovice                      | Chotovice                                       | Chotovice                    | 3,2   |
| Chrastavec                     | Chrastavec, Půlpecen                            | Chrastavec                   | 5,41  |
| Chrastová Lhota                | Chrastová Lhota                                 | Brněnec                      | 1,28  |
| Janov u Litomyšle              | Gajer, Janov, Mendryka                          | Janov                        | 24,71 |
| Janůvky                        | Janůvky                                         | Janůvky                      | 3,13  |
| Jaroměřice                     | Jaroměřice, Nový Dvůr                           | Jaroměřice                   | 22,05 |
| Jarošov u Litomyšle            | Jarošov                                         | Jarošov                      | 5,13  |
| Javorník u Svitav              | Javorník                                        | Javorník                     | 5,7   |
| Jedlová u Poličky              | Jedlová                                         | Jedlová                      | 23,04 |
| Jevíčko-město                  | Jevíčko                                         | Jevíčko                      | 0,11  |
| Jevíčko-předměstí              | Jevíčko                                         | Jevíčko                      | 13,09 |
| Kaliště u Sebranic             | Sebranice                                       | Sebranice                    | 1,91  |
| Kamenec u Poličky              | Jelínek, Kamenec u Poličky                      | Kamenec u Poličky            | 8,03  |
| Karle                          | Karle                                           | Karle                        | 15,26 |
| Koclířov                       | Hřebeč, Koclířov                                | Koclířov                     | 17,3  |
| Kornice                        | Kornice                                         | Litomyšl                     | 2,87  |
| Korouhev                       | Korouhev                                        | Korouhev                     | 15,95 |
| Koruna                         | Koruna                                          | Koruna                       | 2,05  |
| Křenov                         | Křenov                                          | Křenov                       | 10,47 |
| Kukle                          | Kukle                                           | Kukle                        | 2,96  |
| Kunčina                        | Kunčina                                         | Kunčina                      | 14,01 |
| Květná                         | Květná                                          | Květná                       | 9,02  |
| Lačnov u Korouhve              | Lačnov                                          | Korouhev                     | 1,92  |
| Lány u Litomyšle               | Lány                                            | Litomyšl                     | 2,24  |
| Lavičné                        | Lavičné                                         | Lavičné                      | 4,69  |
| Lázy                           | Lázy                                            | Městečko Trnávka             | 9,79  |
| Lažany u Litomyšle             | Lažany                                          | Morašice                     | 2,55  |
| Lezník                         | Lezník                                          | Polička                      | 6,22  |
| Linhartice                     | Linhartice                                      | Linhartice                   | 8,73  |
| Litomyšl                       | Litomyšl-Město, Zahájí                          | Litomyšl                     | 9,5   |
| Lubná u Poličky                | Lubná                                           | Lubná                        | 19,86 |
| Makov u Litomyšle              | Makov                                           | Makov                        | 6,9   |
| Malíkov                        | Malíkov                                         | Malíkov                      | 4,09  |
| Malonín                        | Bělá u Jevíčka                                  | Bělá u Jevíčka               | 2,6   |
| Městečko Trnávka               | Městečko Trnávka                                | Městečko Trnávka             | 3,81  |
| Mezihoří u Městečka Trnávky    | Mezihoří                                        | Městečko Trnávka             | 1,31  |
| Mikuleč                        | Mikuleč                                         | Mikuleč                      | 9,91  |
| Mladějov na Moravě             | Mladějov na Moravě                              | Mladějov na Moravě           | 9,26  |
| Mladočov                       | Mladočov                                        | Poříčí u Litomyšle           | 1,74  |
| Modřec                         | Modřec                                          | Polička                      | 4,68  |
| Morašice u Litomyšle           | Morašice                                        | Morašice                     | 7,19  |
| Moravská Dlouhá                | Březová nad Svitavou                            | Březová nad Svitavou         | 1,14  |
| Moravská Chrastová             | Moravská Chrastová                              | Brněnec                      | 3,88  |
| Moravská Kamenná Horka         | Kamenná Horka                                   | Kamenná Horka                | 13,28 |
| Moravská Třebová               | Město, Předměstí, Sušice, Udánky                | Moravská Třebová             | 15,08 |
| Moravský Lačnov                | Lačnov                                          | Svitavy                      | 12,45 |
| Muzlov                         | Březová nad Svitavou                            | Březová nad Svitavou         | 2,94  |
| Nedošín                        | Nedošín                                         | Litomyšl                     | 4,15  |
| Nedvězí u Poličky              | Nedvězí                                         | Nedvězí                      | 4,99  |
| Nedvězíčko                     | Nedvězí                                         | Nedvězí                      | 0,78  |
| Němčice u České Třebové        | Člupek, Němčice, Pudilka                        | Němčice                      | 10,32 |
| Nová Sídla                     | Nová Sídla, Sedlíšťka                           | Nová Sídla                   | 2,95  |
| Nová Ves u Jarošova            | Nová Ves u Jarošova                             | Nová Ves u Jarošova          | 2,38  |
| Nová Ves u Litomyšle           | Nová Ves u Litomyšle                            | Litomyšl                     | 2,89  |
| Nová Ves u Moravské Třebové    | Nová Ves                                        | Kunčina                      | 8,67  |
| Oldřiš u Poličky               | Oldřiš                                          | Oldřiš                       | 12,69 |
| Olšany u Chotěnova             | Chotěnov                                        | Chotěnov                     | 1,93  |
| Opatov v Čechách               | Opatov                                          | Opatov                       | 29,73 |
| Opatovec                       | Opatovec                                        | Opatovec                     | 7,07  |
| Osík                           | Osík                                            | Osík                         | 12,62 |
| Ostrý Kámen                    | Ostrý Kámen                                     | Karle                        | 3,75  |
| Pacov u Moravské Třebové       | Ludvíkov, Pacov                                 | Městečko Trnávka             | 5,14  |
| Pazucha                        | Pazucha                                         | Litomyšl                     | 5,19  |
| Pěčíkov                        | Pěčíkov, Plechtinec                             | Městečko Trnávka             | 4,79  |
| Pekla                          | Pekla                                           | Cerekvice nad Loučnou        | 2,96  |
| Petrušov                       | Petrušov                                        | Staré Město                  | 4,47  |
| Petrůvka u Městečka Trnávky    | Petrůvka                                        | Městečko Trnávka             | 3,46  |
| Pohledy                        | Pohledy                                         | Pohledy                      | 6,03  |
| Pohodlí                        | Pohodlí                                         | Litomyšl                     | 3,33  |
| Pohora                         | Sebranice, Vysoký Les                           | Sebranice                    | 5,64  |
| Polička                        | Dolní Předměstí, Horní Předměstí, Polička-Město | Polička                      | 18,65 |
| Pomezí                         | Pomezí                                          | Pomezí                       | 25,28 |
| Poříčí u Litomyšle             | Poříčí u Litomyšle, Zrnětín                     | Poříčí u Litomyšle           | 4,75  |
| Prklišov                       | Borušov                                         | Borušov                      | 5,63  |
| Předměstí                      | Dolní Lhota, Hutě, Předměstí, Studenec          | Svojanov                     | 5,04  |
| Přední Arnoštov                | Přední Arnoštov                                 | Městečko Trnávka             | 4,58  |
| Příluka                        | Příluka                                         | Příluka                      | 3,81  |
| Pustá Kamenice                 | Pustá Kamenice                                  | Pustá Kamenice               | 15,31 |
| Pustá Rybná                    | Pustá Rybná                                     | Pustá Rybná                  | 13,97 |
| Radiměř                        | Radiměř                                         | Radiměř                      | 28,57 |
| Radišov                        | Radišov                                         | Staré Město                  | 3,38  |
| Radkov u Moravské Třebové      | Radkov                                          | Radkov                       | 6,64  |
| Rohozná u Poličky              | Manova Lhota, Rohozná                           | Rohozná                      | 11,77 |
| Rozhraní                       | Rozhraní                                        | Rozhraní                     | 1,21  |
| Rozstání u Moravské Třebové    | Rozstání                                        | Rozstání                     | 7,4   |
| Rychnov na Moravě              | Rychnov na Moravě                               | Rychnov na Moravě            | 23,59 |
| Řídký                          | Řídký                                           | Řídký                        | 1,41  |
| Řikovice u Litomyšle           | Řikovice, Višňáry                               | Morašice                     | 2,69  |
| Sádek u Poličky                | Sádek                                           | Sádek                        | 9,91  |
| Sebranice u Litomyšle          | Sebranice                                       | Sebranice                    | 4,13  |
| Sedliště u Litomyšle           | Sedliště                                        | Sedliště                     | 3,69  |
| Sklené u Svitav                | Sklené                                          | Sklené                       | 9,96  |
| Slatina u Jevíčka              | Slatina                                         | Slatina                      | 2,64  |
| Smolná u Jevíčka               | Smolná                                          | Bělá u Jevíčka               | 1,96  |
| Stará Roveň                    | Nová Roveň, Stará Roveň                         | Městečko Trnávka             | 3,8   |
| Stará Trnávka                  | Městečko Trnávka                                | Městečko Trnávka             | 6,99  |
| Staré Město u Moravské Třebové | Bílá Studně, Staré Město                        | Staré Město                  | 16,88 |
| Starý Svojanov                 | Starý Svojanov                                  | Svojanov                     | 4,66  |
| Stašov                         | Stašov                                          | Stašov                       | 13,26 |
| Strakov                        | Strakov                                         | Strakov                      | 8,53  |
| Střítež u Poličky              | Střítež                                         | Polička                      | 3,56  |
| Suchá Lhota                    | Suchá Lhota                                     | Suchá Lhota                  | 2,19  |
| Svitavy-město                  | Svitavy                                         | Svitavy                      | 0,12  |
| Svitavy-předměstí              | Předměstí                                       | Svitavy                      | 9,13  |
| Svojanov                       | Svojanov                                        | Svojanov                     | 4,2   |
| Svojanov u Borušova            | Svojanov                                        | Borušov                      | 3,45  |
| Široký Důl                     | Široký Důl                                      | Široký Důl                   | 5,95  |
| Šnekov                         | Šnekov                                          | Březina                      | 2,8   |
| Študlov u Vítějevsi            | Študlov                                         | Študlov                      | 2,4   |
| Telecí                         | Telecí                                          | Telecí                       | 12,62 |
| Trpín                          | Trpín                                           | Trpín                        | 9,26  |
| Trstěnice u Litomyšle          | Trstěnice                                       | Trstěnice                    | 21,49 |
| Tržek u Litomyšle              | Tržek                                           | Tržek                        | 1,71  |
| Třebařov                       | Třebařov                                        | Třebařov                     | 15,61 |
| Újezdec u Litomyšle            | Újezdec                                         | Újezdec                      | 3,46  |
| Unerázka                       | Unerázka                                        | Bezděčí u Trnávky            | 2,18  |
| Útěchov u Moravské Třebové     | Útěchov                                         | Útěchov                      | 5,45  |
| Vendolí                        | Vendolí                                         | Vendolí                      | 20,68 |
| Vidlatá Seč                    | Vidlatá Seč                                     | Vidlatá Seč                  | 6,1   |
| Vilémov u Rozhraní             | Rozhraní                                        | Rozhraní                     | 1,39  |
| Víska u Jevíčka                | Víska u Jevíčka                                 | Víska u Jevíčka              | 3,68  |
| Vítějeves                      | Vítějeves                                       | Vítějeves                    | 8,6   |
| Vlčkov                         | Vlčkov                                          | Vlčkov                       | 2,83  |
| Vranová                        | Vranová Lhota                                   | Vranová Lhota                | 6,66  |
| Vranová Lhota                  | Vranová Lhota                                   | Vranová Lhota                | 7,4   |
| Vrážné                         | Vrážné                                          | Vrážné                       | 4,13  |
| Vysoká u Jevíčka               | Vysoká                                          | Vysoká                       | 2,88  |
| Zadní Arnoštov                 | Zadní Arnoštov                                  | Jevíčko                      | 10,06 |
| Záhraď                         | Suchá, Záhradí                                  | Litomyšl                     | 3,28  |
| Zálesí u Jevíčka               | Zálesí                                          | Biskupice                    | 4,63  |
| Zářečí nad Svitavou            | Březová nad Svitavou                            | Březová nad Svitavou         | 0,87  |
| Zhoř u České Třebové           | Zhoř                                            | Němčice                      | 2,85  |
| Želivsko                       | Želivsko                                        | Želivsko                     | 2,13  |
| Žipotín                        | Žipotín                                         | Gruna                        | 3,12  |

Celková výměra 1378,57 km2